# Julien Havet
Julien-Pierre-Eugène Havet, född den 4 april 1853 i Vitry-sur-Seine, död den 19 augusti 1893 à Saint-Cloud, var en fransk historiker. Han var son till Ernest Havet.
Havet, som var biträdande konservator vid Nationalbiblioteket, utgav flera historiska och litteraturhistoriska arbeten. I hans Œuvres (2 band, 1896) märks särskilt hans undersökningar om merovingerna. 